# Aceite Sierra del Moncayo
Aceite Sierra del Moncayo es una denominación de origen protegida de aceite de oliva virgen extra creada en 2010. La sede del Consejo Regulador está situada en Magallón. 

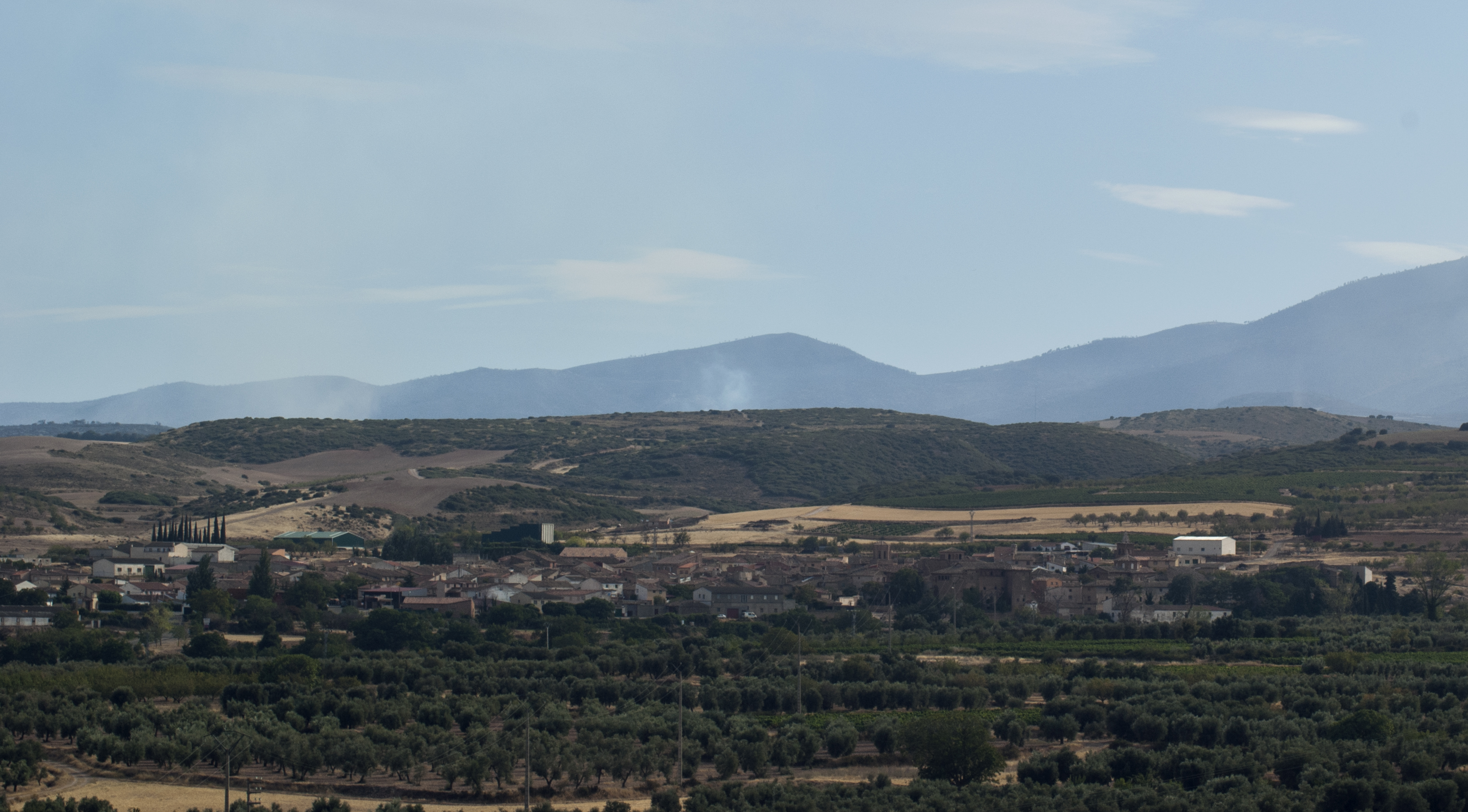
Olivar en Ambel.

## Zona de producción
La DO comprende en las comarcas de Tarazona y el Moncayo y Campo de Borja, al oeste de la provincia de Zaragoza (Aragón). Con más de 2.500 hectáreas de olivos y un total de 35 municipios la producción media anual asciende a más de 4,0 millones de kilos de aceituna. Controla la producción de unos 2.500 pequeños olivicultores de la zona. 
Municipios
- Alcalá de Moncayo
- Añón de Moncayo
- El Buste
- Los Fayos
- Grisel
- Litago
- Lituénigo
- Malón
- Novallas

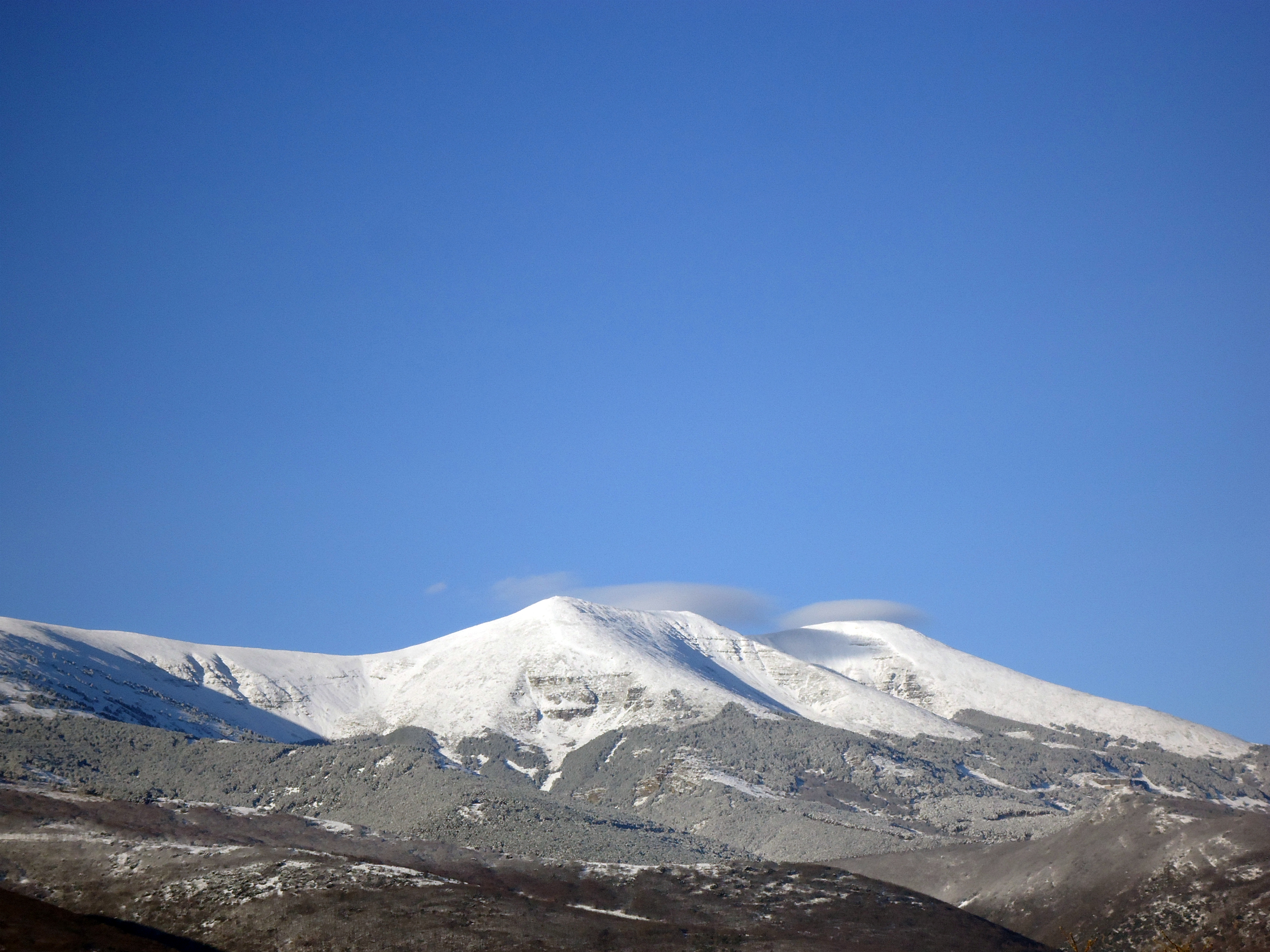
Sierra del Moncayo.

- San Martín de la Virgen de Moncayo
- Vera de Moncayo
- Santa Cruz de Moncayo
- Tarazona
- Trasmoz
- Vierlas
- Agón
- Alberite de San Juan
- Ambel
- Borja
- Bureta
- Fuendejalón
- Ainzón
- Albeta
- Bisimbre
- Bulbuente
- Frescano
- Magallón
- Mallén
- Maleján
- Novillas
- Tabuenca
- Pozuelo de Aragón
- Talamantes
- Torrellas

## Variedades
Las dos variedades principales son la Empeltre y la Arbequina. También tienen una presencia minoritaria las variedades Negral, Royal y Verdial.

## Enlaces
- Aceite del Moncayo
- Aragón Alimentos Nobles
- Revista Alcuza
- Aceitedeolivas.com